# Ориентир
Ориентир  — характерный, хорошо видимый на местности неподвижный предмет (естественный или искусственный) или элемент рельефа, который, как правило, нанесён на топографические и специальные карты с точно определенными географическими координатами, с помощью которого легко ориентироваться на местности, определять направление при маневрировании и управлении войсками или организации стрельбы и нахождении целей.
С помощью ориентиров определяются секторы наблюдения и ведения огня, осуществляется целеуказание, движение в заданном направлении, ставятся на местности боевые задачи и тому подобное. Ориентиры в бою указываются старшим командиром и нумеруются справа налево и по рубежах местности от себя в сторону противника. При необходимости младшими командирами могут назначаться дополнительные ориентиры.
Для удобства запоминания ориентирам присваивается порядковое и условное наименование, которое кратко описывает его характерные признаки, например «Ориентир первый — сломанное дерево», «ориентир второй — высота с деревом на вершине» и тому подобное.